# Chorografie
Chorografie (možno přeložit jako popis místa) pochází z dílny Klaudia Ptolemaia (89 – 165) jako rozlišení geografie. Ptolemaios se domníval, že je zapotřebí rozdělovat geografii a chorografii. Podle něj je v chorografii rozumné a užitečné uvádět i nejdetailnější zvláštnosti zemí, naproti tomu v geografii jen hrubé rysy. Chorografie se zabývá převážně kvalitou nikoli kvantitou; usiluje o podobnost, nikoli proporcionalitu poloh; geografie se spíše zajímá o kvantitu. Domnívá se, že geografii jde vždy o soulad vzdáleností, avšak o podobnost, shodnost pouze tehdy, když zobrazuje velké regiony a obecné, celkové obrysy. Polohu a obrysy zachycuje jen s pomocí linií a smluvených značek.
Chorografie proto vůbec nepotřebuje matematické metody, které jsou v geografii nejvýznamnějším komponentem. Podle něj je základem geografie astronomické určení polohy bodů.